# Habitat fortifié de Bart
L'habitat fortifié de Bart définit l'emplacement de vestiges d'habitats datant du Paléolithique situé sur la commune de Bart dans le département du Doubs en France.
Le monument fait l’objet d’une inscription au titre des monuments historiques depuis le 4 février 1994.
L'intérêt de la protection porte sur le rempart en terre monumental ainsi que la présence d'un fossé défensif

## Localisation
Les vestiges sont situés sur le lieu-dit du Châtillon (ou Châtaillon), sur un éperon rocheux étroit de 120 mètres de large pour un kilomètre de long enserré entre les rivières du Doubs et de l'Allan.

## Situation
Le site était défendu par dénivellations abruptes sur les côtés ou se trouvent les rivières, et par des remparts construits au néolithique et remaniés à l'époque gauloise (Le rempart sud présente les caractéristiques du mur gaulois appelé Murus Gallicus). Ces éléments, ainsi que certains vestiges martiaux retrouvés sur le site, confirment le rôle défensif du site.

## Fouilles
Les différentes fouilles ont permis de déterminer qu'il existait une activité metallurgique. De la monnaie a également été trouvée et daterait du Ier siècle av. J.-C. et divers autres objets à caractère militaire ont été mis au jour.